# Ivars Zankovskis
Ivars Valda Zankovskis (23 dicembre 1965) è un ex cestista lettone, fino al 1991 sovietico.

## Carriera
Con la Lettonia ha disputato i Campionati europei del 1993.